# Illa Shangchuan
L'illa Shangchuan (en xinès, 上 川岛: pinyin, Shàngchuāndǎo), també transcrita com Sanchon, Schangschwan, Sancian, Sanchão, Chang-Chuang, i coneguda a vegades com l'illa de Sant Joan, és una illa situada en aigües de la mar de la Xina Meridional, enfront de la costa del sud de la Xina, part de la província de Guangdong. El seu nom deriva de l'expressió portuguesa São João (sant Joan, en portuguès). Situada a 14 km de terra ferma, és l'illa més gran de la província després que l'illa de Hainan fos separada de Guangdong per a convertir-se en província el 1988. La seva població és de 16.320 habitants.
És coneguda en la història per haver estat el lloc de la mort de Sant Francesc Xavier.
Administrativament, la localitat de Shangchuan (上 川镇) és una de les 20 divisions de la prefectura de Taishan.

## Història
L'illa Shangchuan va ser una de les primeres bases establertes pels portuguesos a la costa de la Xina durant el segle XVI. Van abandonar aquesta base després que el govern xinès donés el seu consentiment per a una base comercial permanent i oficial portuguesa a Macau el 1557.
Sant Francesc Xavier, jesuïta missioner catòlic navarrès, va morir aquí el 3 de desembre de 1552, en el seu camí a Guangzhou, sense haver arribat a la part continental.

## Geografia
L'illa està aïllada del continent des de l'última edat de gel. Es troba prop de l'Illa Xiachuan, que està a l'oest de Shangchuan.
La ciutat cobreix l'illa principal Shangshuan, així com 12 illots. L'àrea total de la ciutat és 156,7 km². Però l'illa Shangshuan té una superfície de 137,3 km². L'illa té una costa de 217 km de longitud.
Les ciutats són:
- Dalangwan
- Shadi (沙堤), un port pesquer a la costa sud-oest.